# Lista över fornlämningar i Gotlands kommun (Eksta)
Lista över fornlämningar i Gotlands kommun (Eksta) är en förteckning av ett urval av de fornlämningar som finns i Eksta i Gotlands kommun.
| Namn                      | Lämningstyp                      | Tillkomsttid | Historisk indelning | Plats | Läge                 | ID-nr          | Bild                                      |
| ------------------------- | -------------------------------- | ------------ | ------------------- | ----- | -------------------- | -------------- | ----------------------------------------- |
| Eksta 1:1                 | Hällristning                     |              | Eksta, Gotland      |       | 57.272813, 18.181389 | 11100000000281 | Ladda upp en bild av detta fornminne      |
| Eksta 2:1                 | Husgrund, förhistorisk/medeltida |              | Eksta, Gotland      |       | 57.271401, 18.181849 | 10091000020001 | Ladda upp en bild av detta fornminne      |
| Eksta 2:2                 | Husgrund, förhistorisk/medeltida |              | Eksta, Gotland      |       | 57.271215, 18.182200 | 10091000020002 | Ladda upp en bild av detta fornminne      |
| Eksta 3:1                 | Stensättning                     |              | Eksta, Gotland      |       | 57.273299, 18.173417 | 10091000030001 | Ladda upp en bild av detta fornminne      |
| Eksta 4:1                 | Stensättning                     |              | Eksta, Gotland      |       | 57.274179, 18.173451 | 10091000040001 | Ladda upp en bild av detta fornminne      |
| Eksta 5:1                 | Stenkrets                        |              | Eksta, Gotland      |       | 57.274724, 18.173104 | 10091000050001 | Ladda upp en bild av detta fornminne      |
| Eksta 5:2                 | Stensättning                     |              | Eksta, Gotland      |       | 57.274447, 18.173187 | 10091000050002 | Ladda upp en bild av detta fornminne      |
| Eksta 6:1                 | Husgrund, förhistorisk/medeltida |              | Eksta, Gotland      |       | 57.275441, 18.172958 | 10091000060001 | Ladda upp en bild av detta fornminne      |
| Eksta 6:2                 | Husgrund, förhistorisk/medeltida |              | Eksta, Gotland      |       | 57.275447, 18.173415 | 10091000060002 | Ladda upp en bild av detta fornminne      |
| Eksta 6:3                 | Husgrund, förhistorisk/medeltida |              | Eksta, Gotland      |       | 57.275217, 18.173023 | 10091000060003 | Ladda upp en bild av detta fornminne      |
| Eksta 6:4                 | Husgrund, förhistorisk/medeltida |              | Eksta, Gotland      |       | 57.274947, 18.173052 | 10091000060004 | Ladda upp en bild av detta fornminne      |
| Eksta 6:6                 | Grav markerad av sten/block      |              | Eksta, Gotland      |       | 57.275254, 18.173282 | 10091000060006 | Ladda upp en bild av detta fornminne      |
| Eksta 6:7                 | Grav markerad av sten/block      |              | Eksta, Gotland      |       | 57.275301, 18.173423 | 10091000060007 | Ladda upp en bild av detta fornminne      |
| Eksta 6:8                 | Grav markerad av sten/block      |              | Eksta, Gotland      |       | 57.275200, 18.173470 | 10091000060008 | Ladda upp en bild av detta fornminne      |
| Eksta 7:1                 | Hällristning                     |              | Eksta, Gotland      |       | 57.275490, 18.172894 | 11100000000433 | Ladda upp en bild av detta fornminne      |
| Eksta 8:1                 | Hällristning                     |              | Eksta, Gotland      |       | 57.275308, 18.175049 | 11100000000434 | Ladda upp en bild av detta fornminne      |
| Eksta 9:2                 | Stensättning                     |              | Eksta, Gotland      |       | 57.276249, 18.171962 | 10091000090002 | Ladda upp en bild av detta fornminne      |
| Eksta 9:3                 | Stensättning                     |              | Eksta, Gotland      |       | 57.276264, 18.171281 | 10091000090003 | Ladda upp en bild av detta fornminne      |
| Eksta 10:1                | Husgrund, förhistorisk/medeltida |              | Eksta, Gotland      |       | 57.277833, 18.172879 | 10091000100001 | Ladda upp en bild av detta fornminne      |
| Eksta 11:1                | Gravfält                         |              | Eksta, Gotland      |       | 57.280337, 18.173003 | 10091000110001 | Ladda upp en bild av detta fornminne      |
| Eksta 12:1                | Röse                             |              | Eksta, Gotland      |       | 57.280595, 18.171842 | 10091000120001 | Ladda upp en bild av detta fornminne      |
| Eksta 13:1                | Stensättning                     |              | Eksta, Gotland      |       | 57.279221, 18.167109 | 10091000130001 | Ladda upp en bild av detta fornminne      |
| Eksta 13:2                | Stensättning                     |              | Eksta, Gotland      |       | 57.279334, 18.166884 | 10091000130002 | Ladda upp en bild av detta fornminne      |
| Eksta 14:1                | Stensättning                     |              | Eksta, Gotland      |       | 57.279629, 18.167808 | 10091000140001 | Ladda upp en bild av detta fornminne      |
| Eksta 14:2                | Stensättning                     |              | Eksta, Gotland      |       | 57.279786, 18.168115 | 10091000140002 | Ladda upp en bild av detta fornminne      |
| Eksta 14:3                | Stensättning                     |              | Eksta, Gotland      |       | 57.279673, 18.168029 | 10091000140003 | Ladda upp en bild av detta fornminne      |
| Eksta 15:1                | Gravfält                         |              | Eksta, Gotland      |       | 57.281085, 18.169116 | 10091000150001 | Ladda upp en bild av detta fornminne      |
| Eksta 16:1                | Grav markerad av sten/block      |              | Eksta, Gotland      |       | 57.276764, 18.159732 | 10091000160001 | Ladda upp en bild av detta fornminne      |
| Eksta 18:1                | Röse                             |              | Eksta, Gotland      |       | 57.277405, 18.168407 | 10091000180001 | Ladda upp en bild av detta fornminne      |
| Eksta 19:1                | Gravfält                         |              | Eksta, Gotland      |       | 57.277074, 18.166128 | 10091000190001 | Ladda upp en bild av detta fornminne      |
| Eksta 20:1                | Röse                             |              | Eksta, Gotland      |       | 57.272961, 18.162087 | 10091000200001 | Ladda upp en bild av detta fornminne      |
| Eksta 21:1                | Röse                             |              | Eksta, Gotland      |       | 57.270662, 18.158059 | 10091000210001 | Ladda upp en bild av detta fornminne      |
| Eksta 22:1                | Stensättning                     |              | Eksta, Gotland      |       | 57.271298, 18.157732 | 10091000220001 | Ladda upp en bild av detta fornminne      |
| Eksta 23:1                | Gravfält                         |              | Eksta, Gotland      |       | 57.272470, 18.156427 | 10091000230001 | Ladda upp en bild av detta fornminne      |
| Eksta 24:1                | Stensättning                     |              | Eksta, Gotland      |       | 57.273759, 18.158126 | 10091000240001 | Ladda upp en bild av detta fornminne      |
| Eksta 25:1                | Stensättning                     |              | Eksta, Gotland      |       | 57.273687, 18.161827 | 10091000250001 | Ladda upp en bild av detta fornminne      |
| Eksta 26:1                | Röse                             |              | Eksta, Gotland      |       | 57.273284, 18.145361 | 10091000260001 | Ladda upp en bild av detta fornminne      |
| Eksta 27:1                | Stenkrets                        |              | Eksta, Gotland      |       | 57.274667, 18.148677 | 10091000270001 | Ladda upp en bild av detta fornminne      |
| Eksta 28:1                | Stensättning                     |              | Eksta, Gotland      |       | 57.272190, 18.142943 | 10091000280001 | Ladda upp en bild av detta fornminne      |
| Eksta 29:1                | Stensättning                     |              | Eksta, Gotland      |       | 57.269082, 18.146354 | 10091000290001 | Ladda upp en bild av detta fornminne      |
| Eksta 30:1                | Gravfält                         |              | Eksta, Gotland      |       | 57.255396, 18.143531 | 10091000300001 | Ladda upp en bild av detta fornminne      |
| Eksta 31:1                | Stensättning                     |              | Eksta, Gotland      |       | 57.260086, 18.145195 | 10091000310001 | Ladda upp en bild av detta fornminne      |
| Eksta 32:1                | Stensättning                     |              | Eksta, Gotland      |       | 57.275228, 18.138814 | 10091000320001 | Ladda upp en bild av detta fornminne      |
| Eksta 33:1                | Stenkrets                        |              | Eksta, Gotland      |       | 57.272638, 18.129784 | 10091000330001 | Ladda upp en bild av detta fornminne      |
| Eksta 33:2                | Stensättning                     |              | Eksta, Gotland      |       | 57.272555, 18.129663 | 10091000330002 | Ladda upp en bild av detta fornminne      |
| Eksta 33:3                | Stensättning                     |              | Eksta, Gotland      |       | 57.272668, 18.129944 | 10091000330003 | Ladda upp en bild av detta fornminne      |
| Eksta 33:4                | Stensättning                     |              | Eksta, Gotland      |       | 57.272733, 18.129853 | 10091000330004 | Ladda upp en bild av detta fornminne      |
| Eksta 34:1                | Hällristning                     |              | Eksta, Gotland      |       | 57.256191, 18.134543 | 10091000340001 | Ladda upp en bild av detta fornminne      |
| Eksta 35:1                | Husgrund, förhistorisk/medeltida |              | Eksta, Gotland      |       | 57.258793, 18.125158 | 10091000350001 | Ladda upp en bild av detta fornminne      |
| Eksta 36:1                | Hällristning                     |              | Eksta, Gotland      |       | 57.255133, 18.137421 | 11100000000435 | Ladda upp en bild av detta fornminne      |
| Eksta 36:2                | Hällristning                     |              | Eksta, Gotland      |       | 57.255229, 18.137742 | 11100000000436 | Ladda upp en bild av detta fornminne      |
| Eksta 36:3                | Hällristning                     |              | Eksta, Gotland      |       | 57.255063, 18.137321 | 11100000000437 | Ladda upp en bild av detta fornminne      |
| Eksta 36:4                | Hällristning                     |              | Eksta, Gotland      |       | 57.255068, 18.137891 | 11100000000438 | Ladda upp en bild av detta fornminne      |
| Eksta 36:5                | Hällristning                     |              | Eksta, Gotland      |       | 57.255191, 18.137479 | 11100000000439 | Ladda upp en bild av detta fornminne      |
| Eksta 37:1                | Stensättning                     |              | Eksta, Gotland      |       | 57.264844, 18.094247 | 10091000370001 | Ladda upp en bild av detta fornminne      |
| Eksta 38:1                | Husgrund, förhistorisk/medeltida |              | Eksta, Gotland      |       | 57.273578, 18.100182 | 10091000380001 | Ladda upp en bild av detta fornminne      |
| Eksta 39:1                | Stensättning                     |              | Eksta, Gotland      |       | 57.273421, 18.101513 | 10091000390001 | Ladda upp en bild av detta fornminne      |
| Eksta 40:1                | Röse                             |              | Eksta, Gotland      |       | 57.277487, 18.101829 | 10091000400001 | Ladda upp en bild av detta fornminne      |
| Eksta 40:2                | Stensättning                     |              | Eksta, Gotland      |       | 57.277668, 18.102106 | 10091000400002 | Ladda upp en bild av detta fornminne      |
| Skansudd (Eksta 41:1)     | Fästning/skans                   |              | Eksta, Gotland      |       | 57.288987, 18.102835 | 10091000410001 | Ladda upp en bild av detta fornminne      |
| Eksta 42:1                | Stensättning                     |              | Eksta, Gotland      |       | 57.291131, 18.128811 | 10091000420001 | Ladda upp en bild av detta fornminne      |
| Eksta 42:2                | Stensättning                     |              | Eksta, Gotland      |       | 57.291009, 18.128590 | 10091000420002 | Ladda upp en bild av detta fornminne      |
| Eksta 42:3                | Stensättning                     |              | Eksta, Gotland      |       | 57.290906, 18.128499 | 10091000420003 | Ladda upp en bild av detta fornminne      |
| Eksta 43:1                | Hög                              |              | Eksta, Gotland      |       | 57.288536, 18.131004 | 10091000430001 | Ladda upp en bild av detta fornminne      |
| Eksta 43:2                | Stensättning                     |              | Eksta, Gotland      |       | 57.288393, 18.130583 | 10091000430002 | Ladda upp en bild av detta fornminne      |
| Eksta 44:1                | Stensättning                     |              | Eksta, Gotland      |       | 57.288436, 18.129957 | 10091000440001 | Ladda upp en bild av detta fornminne      |
| Eksta 44:2                | Stensättning                     |              | Eksta, Gotland      |       | 57.288420, 18.129716 | 10091000440002 | Ladda upp en bild av detta fornminne      |
| Eksta 44:3                | Stensättning                     |              | Eksta, Gotland      |       | 57.288605, 18.130238 | 10091000440003 | Ladda upp en bild av detta fornminne      |
| Eksta 45:1                | Husgrund, förhistorisk/medeltida |              | Eksta, Gotland      |       | 57.293589, 18.148612 | 10091000450001 | Ladda upp en bild av detta fornminne      |
| Eksta 47:1                | Gravfält                         |              | Eksta, Gotland      |       | 57.293161, 18.127675 | 10091000470001 | Ladda upp en bild av detta fornminne      |
| Eksta 48:1                | Grav markerad av sten/block      |              | Eksta, Gotland      |       | 57.292521, 18.128635 | 10091000480001 | Ladda upp en bild av detta fornminne      |
| Eksta 48:2                | Stensättning                     |              | Eksta, Gotland      |       | 57.292488, 18.128669 | 10091000480002 | Ladda upp en bild av detta fornminne      |
| Eksta 49:1                | Gravfält                         |              | Eksta, Gotland      |       | 57.292321, 18.129565 | 10091000490001 | Ladda upp en bild av detta fornminne      |
| Eksta 50:1                | Stenkrets                        |              | Eksta, Gotland      |       | 57.291528, 18.129755 | 10091000500001 | Ladda upp en bild av detta fornminne      |
| Eksta 50:2                | Stensättning                     |              | Eksta, Gotland      |       | 57.291647, 18.130037 | 10091000500002 | Ladda upp en bild av detta fornminne      |
| Eksta 51:1                | Stensättning                     |              | Eksta, Gotland      |       | 57.291842, 18.130731 | 10091000510001 | Ladda upp en bild av detta fornminne      |
| Eksta 52:1                | Stensättning                     |              | Eksta, Gotland      |       | 57.292088, 18.130931 | 10091000520001 | Ladda upp en bild av detta fornminne      |
| Eksta 53:1                | Gravfält                         |              | Eksta, Gotland      |       | 57.291432, 18.132152 | 10091000530001 | Ladda upp en bild av detta fornminne      |
| Eksta 54:1                | Stensättning                     |              | Eksta, Gotland      |       | 57.289729, 18.133179 | 10091000540001 | Ladda upp en bild av detta fornminne      |
| Eksta 55:1                | Husgrund, förhistorisk/medeltida |              | Eksta, Gotland      |       | 57.289175, 18.138008 | 10091000550001 | Ladda upp en bild av detta fornminne      |
| Eksta 56:1                | Stensättning                     |              | Eksta, Gotland      |       | 57.292743, 18.132535 | 10091000560001 | Ladda upp en bild av detta fornminne      |
| Eksta 57:1                | Stensättning                     |              | Eksta, Gotland      |       | 57.293159, 18.133519 | 10091000570001 | Ladda upp en bild av detta fornminne      |
| Eksta 58:1                | Stensättning                     |              | Eksta, Gotland      |       | 57.293361, 18.133816 | 10091000580001 | Ladda upp en bild av detta fornminne      |
| Eksta 59:1                | Stensättning                     |              | Eksta, Gotland      |       | 57.293984, 18.133422 | 10091000590001 | Ladda upp en bild av detta fornminne      |
| Eksta 59:2                | Grav markerad av sten/block      |              | Eksta, Gotland      |       | 57.293957, 18.133340 | 10091000590002 | Ladda upp en bild av detta fornminne      |
| Eksta 60:1                | Gravfält                         |              | Eksta, Gotland      |       | 57.295399, 18.132559 | 10091000600001 | Ladda upp en bild av detta fornminne      |
| Eksta 61:1                | Gravfält                         |              | Eksta, Gotland      |       | 57.297059, 18.132880 | 10091000610001 | Ladda upp en bild av detta fornminne      |
| Eksta 62:1                | Röse                             |              | Eksta, Gotland      |       | 57.297737, 18.133424 | 10091000620001 | Ladda upp en bild av detta fornminne      |
| Eksta 62:2                | Stensättning                     |              | Eksta, Gotland      |       | 57.297452, 18.133069 | 10091000620002 | Ladda upp en bild av detta fornminne      |
| Eksta 63:1                | Gravfält                         |              | Eksta, Gotland      |       | 57.295717, 18.136586 | 10091000630001 | Ladda upp en bild av detta fornminne      |
| Eksta 64:1                | Gravfält                         |              | Eksta, Gotland      |       | 57.287678, 18.171318 | 10091000640001 | Ladda upp en bild av detta fornminne      |
| Eksta 67:1                | Stenkrets                        |              | Eksta, Gotland      |       | 57.287545, 18.163905 | 10091000670001 | Ladda upp en bild av detta fornminne      |
| Eksta 68:1                | Stenkrets                        |              | Eksta, Gotland      |       | 57.294924, 18.149782 | 10091000680001 | Ladda upp en bild av detta fornminne      |
| Eksta 69:1                | Röse                             |              | Eksta, Gotland      |       | 57.304411, 18.155716 | 10091000690001 | Ladda upp en bild av detta fornminne      |
| Eksta 70:1                | Stensättning                     |              | Eksta, Gotland      |       | 57.302573, 18.159170 | 10091000700001 | Ladda upp en bild av detta fornminne      |
| Eksta 71:1                | Stensättning                     |              | Eksta, Gotland      |       | 57.302511, 18.141537 | 10091000710001 | Ladda upp en bild av detta fornminne      |
| Eksta 72:1                | Gravfält                         |              | Eksta, Gotland      |       | 57.303524, 18.143169 | 10091000720001 | Ladda upp en bild av detta fornminne      |
| Eksta 73:1                | Gravfält                         |              | Eksta, Gotland      |       | 57.305416, 18.154016 | 10091000730001 | Ladda upp en bild av detta fornminne      |
| Eksta 74:1                | Stensättning                     |              | Eksta, Gotland      |       | 57.303959, 18.148436 | 10091000740001 | Ladda upp en bild av detta fornminne      |
| Eksta 74:2                | Stensättning                     |              | Eksta, Gotland      |       | 57.303893, 18.148303 | 10091000740002 | Ladda upp en bild av detta fornminne      |
| Eksta 74:3                | Stensättning                     |              | Eksta, Gotland      |       | 57.303836, 18.148099 | 10091000740003 | Ladda upp en bild av detta fornminne      |
| Eksta 74:4                | Stensättning                     |              | Eksta, Gotland      |       | 57.303924, 18.147850 | 10091000740004 | Ladda upp en bild av detta fornminne      |
| Eksta 75:1                | Gravfält                         |              | Eksta, Gotland      |       | 57.302963, 18.146761 | 10091000750001 | Ladda upp en bild av detta fornminne      |
| Eksta 76:1                | Stenkrets                        |              | Eksta, Gotland      |       | 57.306577, 18.151189 | 10091000760001 | Ladda upp en till bild av detta fornminne |
| Eksta 77:1                | Gravfält                         |              | Eksta, Gotland      |       | 57.308829, 18.165882 | 10091000770001 | Ladda upp en bild av detta fornminne      |
| Eksta 78:1                | Stensättning                     |              | Eksta, Gotland      |       | 57.308534, 18.165463 | 10091000780001 | Ladda upp en bild av detta fornminne      |
| Eksta 78:2                | Stenkrets                        |              | Eksta, Gotland      |       | 57.308433, 18.165396 | 10091000780002 | Ladda upp en bild av detta fornminne      |
| Eksta 78:3                | Stensättning                     |              | Eksta, Gotland      |       | 57.308351, 18.165614 | 10091000780003 | Ladda upp en bild av detta fornminne      |
| Eksta 79:1                | Stensättning                     |              | Eksta, Gotland      |       | 57.311953, 18.164546 | 10091000790001 | Ladda upp en bild av detta fornminne      |
| Eksta 79:2                | Stensättning                     |              | Eksta, Gotland      |       | 57.311874, 18.164407 | 10091000790002 | Ladda upp en bild av detta fornminne      |
| Eksta 80:2                | Stensättning                     |              | Eksta, Gotland      |       | 57.307207, 18.165209 | 10091000800002 | Ladda upp en bild av detta fornminne      |
| Eksta 81:1                | Gravfält                         |              | Eksta, Gotland      |       | 57.306299, 18.165855 | 10091000810001 | Ladda upp en bild av detta fornminne      |
| Eksta 82:1                | Stensättning                     |              | Eksta, Gotland      |       | 57.305363, 18.171968 | 10091000820001 | Ladda upp en bild av detta fornminne      |
| Eksta 82:2                | Stensättning                     |              | Eksta, Gotland      |       | 57.305105, 18.172006 | 10091000820002 | Ladda upp en bild av detta fornminne      |
| Eksta 82:3                | Stensättning                     |              | Eksta, Gotland      |       | 57.304830, 18.172197 | 10091000820003 | Ladda upp en bild av detta fornminne      |
| Eksta 83:1                | Gravfält                         |              | Eksta, Gotland      |       | 57.304523, 18.165671 | 10091000830001 | Ladda upp en bild av detta fornminne      |
| Eksta 85:1                | Husgrund, förhistorisk/medeltida |              | Eksta, Gotland      |       | 57.300559, 18.176179 | 10091000850001 | Ladda upp en bild av detta fornminne      |
| Eksta 86:1                | Husgrund, förhistorisk/medeltida |              | Eksta, Gotland      |       | 57.311566, 18.176997 | 10091000860001 | Ladda upp en bild av detta fornminne      |
| Eksta 87:1                | Husgrund, förhistorisk/medeltida |              | Eksta, Gotland      |       | 57.311534, 18.179620 | 10091000870001 | Ladda upp en bild av detta fornminne      |
| Eksta 88:1                | Husgrund, förhistorisk/medeltida |              | Eksta, Gotland      |       | 57.300544, 18.183116 | 10091000880001 | Ladda upp en bild av detta fornminne      |
| Eksta 89:1                | Husgrund, förhistorisk/medeltida |              | Eksta, Gotland      |       | 57.309516, 18.179567 | 10091000890001 | Ladda upp en bild av detta fornminne      |
| Eksta 90:1                | Husgrund, förhistorisk/medeltida |              | Eksta, Gotland      |       | 57.310113, 18.179673 | 10091000900001 | Ladda upp en bild av detta fornminne      |
| Eksta 91:1                | Husgrund, förhistorisk/medeltida |              | Eksta, Gotland      |       | 57.309588, 18.181136 | 10091000910001 | Ladda upp en bild av detta fornminne      |
| Eksta 92:1                | Husgrund, förhistorisk/medeltida |              | Eksta, Gotland      |       | 57.306273, 18.185896 | 10091000920001 | Ladda upp en bild av detta fornminne      |
| Eksta 94:1                | Stensättning                     |              | Eksta, Gotland      |       | 57.295279, 18.184740 | 10091000940001 | Ladda upp en bild av detta fornminne      |
| Eksta 95:1                | Husgrund, förhistorisk/medeltida |              | Eksta, Gotland      |       | 57.282339, 18.194909 | 10091000950001 | Ladda upp en bild av detta fornminne      |
| Eksta 96:1                | Husgrund, förhistorisk/medeltida |              | Eksta, Gotland      |       | 57.283516, 18.195515 | 10091000960001 | Ladda upp en bild av detta fornminne      |
| Eksta 97:1                | Hällristning                     |              | Eksta, Gotland      |       | 57.286117, 18.207614 | 11100000000574 | Ladda upp en bild av detta fornminne      |
| Eksta 98:1                | Stensättning                     |              | Eksta, Gotland      |       | 57.295374, 18.205724 | 10091000980001 | Ladda upp en bild av detta fornminne      |
| Eksta 98:2                | Stensättning                     |              | Eksta, Gotland      |       | 57.295268, 18.205585 | 10091000980002 | Ladda upp en bild av detta fornminne      |
| Eksta 99:1                | Stensättning                     |              | Eksta, Gotland      |       | 57.295738, 18.206299 | 10091000990001 | Ladda upp en bild av detta fornminne      |
| Eksta 100:1               | Husgrund, förhistorisk/medeltida |              | Eksta, Gotland      |       | 57.296055, 18.218669 | 10091001000001 | Ladda upp en bild av detta fornminne      |
| Eksta 101:1               | Hällristning                     |              | Eksta, Gotland      |       | 57.285440, 18.181405 | 11100000000575 | Ladda upp en bild av detta fornminne      |
| Eksta 102:1               | Gravfält                         |              | Eksta, Gotland      |       | 57.287036, 18.178047 | 10091001020001 | Ladda upp en bild av detta fornminne      |
| Eksta 103:1               | Stensättning                     |              | Eksta, Gotland      |       | 57.293207, 18.174073 | 10091001030001 | Ladda upp en bild av detta fornminne      |
| Eksta 105:1               | Hög                              |              | Eksta, Gotland      |       | 57.283506, 18.225489 | 10091001050001 | Ladda upp en bild av detta fornminne      |
| Eksta 106:1               | Gravfält                         |              | Eksta, Gotland      |       | 57.285780, 18.238943 | 10091001060001 | Ladda upp en bild av detta fornminne      |
| Eksta 107:1               | Hällristning                     |              | Eksta, Gotland      |       | 57.279893, 18.230771 | 11100000000576 | Ladda upp en bild av detta fornminne      |
| Eksta 109:1               | Husgrund, förhistorisk/medeltida |              | Eksta, Gotland      |       | 57.272203, 18.208237 | 10091001090001 | Ladda upp en bild av detta fornminne      |
| Eksta 110:1               | Husgrund, förhistorisk/medeltida |              | Eksta, Gotland      |       | 57.272571, 18.209429 | 10091001100001 | Ladda upp en bild av detta fornminne      |
| Eksta 110:2               | Husgrund, förhistorisk/medeltida |              | Eksta, Gotland      |       | 57.272367, 18.209251 | 10091001100002 | Ladda upp en bild av detta fornminne      |
| Eksta 112:1               | Röse                             |              | Eksta, Gotland      |       | 57.298113, 18.134995 | 10091001120001 | Ladda upp en bild av detta fornminne      |
| Eksta 113:1               | Gravfält                         |              | Eksta, Gotland      |       | 57.298396, 18.135999 | 10091001130001 | Ladda upp en bild av detta fornminne      |
| Eksta 114:1               | Stensättning                     |              | Eksta, Gotland      |       | 57.299560, 18.136955 | 10091001140001 | Ladda upp en bild av detta fornminne      |
| Eksta 115:1               | Röse                             |              | Eksta, Gotland      |       | 57.300908, 18.138314 | 10091001150001 | Ladda upp en bild av detta fornminne      |
| Eksta 116:1               | Gravfält                         |              | Eksta, Gotland      |       | 57.304851, 18.230131 | 10091001160001 | Ladda upp en bild av detta fornminne      |
| Eksta 117:1               | Stensättning                     |              | Eksta, Gotland      |       | 57.304062, 18.232358 | 10091001170001 | Ladda upp en bild av detta fornminne      |
| Eksta 117:2               | Stensättning                     |              | Eksta, Gotland      |       | 57.303889, 18.232426 | 10091001170002 | Ladda upp en bild av detta fornminne      |
| Eksta 117:3               | Röse                             |              | Eksta, Gotland      |       | 57.303955, 18.232526 | 10091001170003 | Ladda upp en bild av detta fornminne      |
| Eksta 117:4               | Stensättning                     |              | Eksta, Gotland      |       | 57.303995, 18.232678 | 10091001170004 | Ladda upp en bild av detta fornminne      |
| Eksta 118:1               | Husgrund, förhistorisk/medeltida |              | Eksta, Gotland      |       | 57.303339, 18.232510 | 10091001180001 | Ladda upp en bild av detta fornminne      |
| Eksta 119:1               | Gravfält                         |              | Eksta, Gotland      |       | 57.305840, 18.224695 | 10091001190001 | Ladda upp en bild av detta fornminne      |
| Eksta 121:1               | Gravfält                         |              | Eksta, Gotland      |       | 57.309653, 18.071697 | 10091001210001 | Ladda upp en bild av detta fornminne      |
| Eksta 121:2               | Stensättning                     |              | Eksta, Gotland      |       | 57.309965, 18.071759 | 10091001210002 | Ladda upp en bild av detta fornminne      |
| Eksta 122:1               | Röse                             |              | Eksta, Gotland      |       | 57.307907, 18.065352 | 10091001220001 | Ladda upp en bild av detta fornminne      |
| Eksta 122:2               | Stensättning                     |              | Eksta, Gotland      |       | 57.307697, 18.064910 | 10091001220002 | Ladda upp en bild av detta fornminne      |
| Eksta 123:1               | Stensättning                     |              | Eksta, Gotland      |       | 57.308028, 18.061800 | 10091001230001 | Ladda upp en bild av detta fornminne      |
| Eksta 123:2               | Stensättning                     |              | Eksta, Gotland      |       | 57.308101, 18.061494 | 10091001230002 | Ladda upp en bild av detta fornminne      |
| Eksta 123:3               | Husgrund, förhistorisk/medeltida |              | Eksta, Gotland      |       | 57.308147, 18.061523 | 10091001230003 | Ladda upp en bild av detta fornminne      |
| Eksta 124:1               | Stensättning                     |              | Eksta, Gotland      |       | 57.318972, 18.061707 | 10091001240001 | Ladda upp en bild av detta fornminne      |
| Eksta 124:2               | Stensättning                     |              | Eksta, Gotland      |       | 57.318923, 18.061925 | 10091001240002 | Ladda upp en bild av detta fornminne      |
| Eksta 124:3               | Stenkistgrav                     |              | Eksta, Gotland      |       | 57.319132, 18.061587 | 10091001240003 | Ladda upp en bild av detta fornminne      |
| Eksta 124:4               | Stensättning                     |              | Eksta, Gotland      |       | 57.319178, 18.061522 | 10091001240004 | Ladda upp en bild av detta fornminne      |
| Eksta 125:1               | Röse                             |              | Eksta, Gotland      |       | 57.288291, 17.981622 | 10091001250001 | Ladda upp en till bild av detta fornminne |
| Eksta 125:2               | Stensättning                     |              | Eksta, Gotland      |       | 57.288099, 17.982022 | 10091001250002 | Ladda upp en bild av detta fornminne      |
| Eksta 126:1               | Gravfält                         |              | Eksta, Gotland      |       | 57.280044, 17.966259 | 10091001260001 | Ladda upp en bild av detta fornminne      |
| Eksta 127:1               | Gravfält                         |              | Eksta, Gotland      |       | 57.279797, 17.962972 | 10091001270001 | Ladda upp en bild av detta fornminne      |
| Lauphargi (Eksta 128:1)   | Röse                             |              | Eksta, Gotland      |       | 57.280542, 17.960278 | 10091001280001 | Ladda upp en till bild av detta fornminne |
| Eksta 129:1               | Stensättning                     |              | Eksta, Gotland      |       | 57.281824, 17.965826 | 10091001290001 | Ladda upp en bild av detta fornminne      |
| Eksta 130:1               | Stensättning                     |              | Eksta, Gotland      |       | 57.282578, 17.966867 | 10091001300001 | Ladda upp en till bild av detta fornminne |
| Eksta 131:1               | Begravningsplats                 |              | Eksta, Gotland      |       | 57.282122, 17.964579 | 10091001310001 | Ladda upp en bild av detta fornminne      |
| Eksta 132:1               | Stensättning                     |              | Eksta, Gotland      |       | 57.286562, 17.972120 | 10091001320001 | Ladda upp en till bild av detta fornminne |
| Eksta 133:1               | Stensättning                     |              | Eksta, Gotland      |       | 57.287125, 17.972315 | 10091001330001 | Ladda upp en bild av detta fornminne      |
| Eksta 134:1               | Husgrund, förhistorisk/medeltida |              | Eksta, Gotland      |       | 57.287217, 17.971541 | 10091001340001 | Ladda upp en bild av detta fornminne      |
| Eksta 134:2               | Husgrund, förhistorisk/medeltida |              | Eksta, Gotland      |       | 57.287156, 17.971329 | 10091001340002 | Ladda upp en bild av detta fornminne      |
| Eksta 134:3               | Stensättning                     |              | Eksta, Gotland      |       | 57.287281, 17.971256 | 10091001340003 | Ladda upp en bild av detta fornminne      |
| Eksta 134:4               | Stensättning                     |              | Eksta, Gotland      |       | 57.287309, 17.971461 | 10091001340004 | Ladda upp en bild av detta fornminne      |
| Eksta 134:5               | Stensättning                     |              | Eksta, Gotland      |       | 57.287114, 17.970960 | 10091001340005 | Ladda upp en bild av detta fornminne      |
| Eksta 135:1               | Gravfält                         |              | Eksta, Gotland      |       | 57.287778, 17.973901 | 10091001350001 | Ladda upp en bild av detta fornminne      |
| Eksta 136:1               | Stensättning                     |              | Eksta, Gotland      |       | 57.288022, 17.970989 | 10091001360001 | Ladda upp en bild av detta fornminne      |
| Eksta 137:1               | Gravfält                         |              | Eksta, Gotland      |       | 57.289216, 17.972781 | 10091001370001 | Ladda upp en till bild av detta fornminne |
| Eksta 140:1               | Röse                             |              | Eksta, Gotland      |       | 57.273461, 18.153537 | 10091001400001 | Ladda upp en bild av detta fornminne      |
| Eksta 143:1               | Stensättning                     |              | Eksta, Gotland      |       | 57.289680, 18.142294 | 10091001430001 | Ladda upp en bild av detta fornminne      |
| Eksta 143:2               | Stensättning                     |              | Eksta, Gotland      |       | 57.289664, 18.142037 | 10091001430002 | Ladda upp en bild av detta fornminne      |
| Eksta 143:3               | Stensättning                     |              | Eksta, Gotland      |       | 57.289599, 18.142214 | 10091001430003 | Ladda upp en bild av detta fornminne      |
| Eksta 143:4               | Stensättning                     |              | Eksta, Gotland      |       | 57.289615, 18.142136 | 10091001430004 | Ladda upp en bild av detta fornminne      |
| Eksta 144:1               | Gravfält                         |              | Eksta, Gotland      |       | 57.291942, 18.122206 | 10091001440001 | Ladda upp en bild av detta fornminne      |
| Eksta 146:1               | Runristning                      |              | Eksta, Gotland      |       | 57.286461, 18.206588 | 10091001460001 | Ladda upp en bild av detta fornminne      |
| Eksta 149:1               | Stensättning                     |              | Eksta, Gotland      |       | 57.287378, 18.169800 | 10091001490001 | Ladda upp en bild av detta fornminne      |
| Eksta 150:1               | Hällristning                     |              | Eksta, Gotland      |       | 57.284933, 18.172861 | 11100000000272 | Ladda upp en bild av detta fornminne      |
| Eksta 153:1               | Husgrund, förhistorisk/medeltida |              | Eksta, Gotland      |       | 57.301269, 18.180082 | 10091001530001 | Ladda upp en bild av detta fornminne      |
| Eksta 155:1               | Husgrund, förhistorisk/medeltida |              | Eksta, Gotland      |       | 57.306598, 18.182398 | 10091001550001 | Ladda upp en bild av detta fornminne      |
| Eksta 156:1               | Stensättning                     |              | Eksta, Gotland      |       | 57.311905, 18.185833 | 10091001560001 | Ladda upp en bild av detta fornminne      |
| Eksta 157:1               | Stensättning                     |              | Eksta, Gotland      |       | 57.286842, 18.176801 | 10091001570001 | Ladda upp en bild av detta fornminne      |
| Eksta 159:1               | Stensättning                     |              | Eksta, Gotland      |       | 57.311422, 18.199088 | 10091001590001 | Ladda upp en bild av detta fornminne      |
| Eksta 170:1               | Stensättning                     |              | Eksta, Gotland      |       | 57.292627, 18.130063 | 10091001700001 | Ladda upp en bild av detta fornminne      |
| Eksta 171:1               | Grav- och boplatsområde          |              | Eksta, Gotland      |       | 57.292966, 18.137961 | 10091001710001 | Ladda upp en bild av detta fornminne      |
| Eksta 172:1               | Stensättning                     |              | Eksta, Gotland      |       | 57.304576, 18.140574 | 10091001720001 | Ladda upp en till bild av detta fornminne |
| Eksta 172:2               | Stensättning                     |              | Eksta, Gotland      |       | 57.304502, 18.140380 | 10091001720002 | Ladda upp en bild av detta fornminne      |
| Eksta 172:3               | Stensättning                     |              | Eksta, Gotland      |       | 57.304455, 18.140374 | 10091001720003 | Ladda upp en bild av detta fornminne      |
| Eksta 173:1               | Hög                              |              | Eksta, Gotland      |       | 57.289485, 18.120701 | 10091001730001 | Ladda upp en bild av detta fornminne      |
| Eksta 173:2               | Stensättning                     |              | Eksta, Gotland      |       | 57.289373, 18.120706 | 10091001730002 | Ladda upp en bild av detta fornminne      |
| Eksta 173:3               | Stensättning                     |              | Eksta, Gotland      |       | 57.289407, 18.120989 | 10091001730003 | Ladda upp en bild av detta fornminne      |
| Eksta 173:4               | Stensättning                     |              | Eksta, Gotland      |       | 57.289632, 18.121016 | 10091001730004 | Ladda upp en bild av detta fornminne      |
| Eksta 174:1               | Stensättning                     |              | Eksta, Gotland      |       | 57.287504, 18.117079 | 10091001740001 | Ladda upp en bild av detta fornminne      |
| Eksta 174:2               | Stensättning                     |              | Eksta, Gotland      |       | 57.287403, 18.116900 | 10091001740002 | Ladda upp en bild av detta fornminne      |
| Eksta 175:1               | Stensättning                     |              | Eksta, Gotland      |       | 57.285752, 18.108349 | 10091001750001 | Ladda upp en bild av detta fornminne      |
| Kyrkogården (Eksta 177:1) | Begravningsplats                 |              | Eksta, Gotland      |       | 57.309980, 18.072167 | 10091001770001 | Ladda upp en bild av detta fornminne      |
| Eksta 178:1               | Stensättning                     |              | Eksta, Gotland      |       | 57.309895, 18.072506 | 10091001780001 | Ladda upp en bild av detta fornminne      |
| Eksta 178:2               | Stensättning                     |              | Eksta, Gotland      |       | 57.309822, 18.072386 | 10091001780002 | Ladda upp en bild av detta fornminne      |
| Eksta 179:1               | Stensättning                     |              | Eksta, Gotland      |       | 57.308855, 18.070483 | 10091001790001 | Ladda upp en bild av detta fornminne      |
| Eksta 180:1               | Stensättning                     |              | Eksta, Gotland      |       | 57.308364, 18.068839 | 10091001800001 | Ladda upp en bild av detta fornminne      |
| Eksta 180:2               | Stensättning                     |              | Eksta, Gotland      |       | 57.308302, 18.068693 | 10091001800002 | Ladda upp en bild av detta fornminne      |
| Eksta 180:3               | Stensättning                     |              | Eksta, Gotland      |       | 57.308130, 18.068437 | 10091001800003 | Ladda upp en bild av detta fornminne      |
| Eksta 181:1               | Husgrund, förhistorisk/medeltida |              | Eksta, Gotland      |       | 57.308171, 18.062562 | 10091001810001 | Ladda upp en bild av detta fornminne      |
| Eksta 182:1               | Fiskeläge                        |              | Eksta, Gotland      |       | 57.307045, 18.063428 | 10091001820001 | Ladda upp en bild av detta fornminne      |
| Eksta 183:1               | Stensättning                     |              | Eksta, Gotland      |       | 57.306423, 18.065195 | 10091001830001 | Ladda upp en bild av detta fornminne      |
| Eksta 183:2               | Stensättning                     |              | Eksta, Gotland      |       | 57.306414, 18.065056 | 10091001830002 | Ladda upp en bild av detta fornminne      |
| Eksta 186:1               | Stensättning                     |              | Eksta, Gotland      |       | 57.308473, 18.060870 | 10091001860001 | Ladda upp en bild av detta fornminne      |
| Eksta 187:1               | Stensättning                     |              | Eksta, Gotland      |       | 57.310492, 18.054188 | 10091001870001 | Ladda upp en bild av detta fornminne      |
| Eksta 187:2               | Stensättning                     |              | Eksta, Gotland      |       | 57.310567, 18.054126 | 10091001870002 | Ladda upp en bild av detta fornminne      |
| Eksta 188:1               | Stensättning                     |              | Eksta, Gotland      |       | 57.314639, 18.055117 | 10091001880001 | Ladda upp en bild av detta fornminne      |
| Eksta 190:1               | Stensättning                     |              | Eksta, Gotland      |       | 57.317989, 18.064053 | 10091001900001 | Ladda upp en bild av detta fornminne      |
| Eksta 191:1               | Stensättning                     |              | Eksta, Gotland      |       | 57.318857, 18.060701 | 10091001910001 | Ladda upp en bild av detta fornminne      |
| Eksta 191:2               | Stensättning                     |              | Eksta, Gotland      |       | 57.318783, 18.061131 | 10091001910002 | Ladda upp en bild av detta fornminne      |
| Eksta 192:1               | Röse                             |              | Eksta, Gotland      |       | 57.319477, 18.060756 | 10091001920001 | Ladda upp en bild av detta fornminne      |
| Eksta 192:2               | Stensättning                     |              | Eksta, Gotland      |       | 57.319399, 18.060601 | 10091001920002 | Ladda upp en bild av detta fornminne      |
| Eksta 192:3               | Stensättning                     |              | Eksta, Gotland      |       | 57.319322, 18.060476 | 10091001920003 | Ladda upp en bild av detta fornminne      |
| Eksta 192:4               | Stensättning                     |              | Eksta, Gotland      |       | 57.319561, 18.061149 | 10091001920004 | Ladda upp en bild av detta fornminne      |
| Eksta 193:1               | Stensättning                     |              | Eksta, Gotland      |       | 57.319528, 18.062230 | 10091001930001 | Ladda upp en bild av detta fornminne      |
| Eksta 193:2               | Stensättning                     |              | Eksta, Gotland      |       | 57.319282, 18.062190 | 10091001930002 | Ladda upp en bild av detta fornminne      |
| Eksta 193:3               | Stensättning                     |              | Eksta, Gotland      |       | 57.319216, 18.062491 | 10091001930003 | Ladda upp en bild av detta fornminne      |
| Eksta 197:1               | Grav markerad av sten/block      |              | Eksta, Gotland      |       | 57.286481, 18.237602 | 10091001970001 | Ladda upp en bild av detta fornminne      |
| Eksta 200:1               | Husgrund, förhistorisk/medeltida |              | Eksta, Gotland      |       | 57.271435, 18.188129 | 10091002000001 | Ladda upp en bild av detta fornminne      |
| Eksta 200:2               | Husgrund, förhistorisk/medeltida |              | Eksta, Gotland      |       | 57.271460, 18.188759 | 10091002000002 | Ladda upp en bild av detta fornminne      |
| Eksta 200:3               | Husgrund, förhistorisk/medeltida |              | Eksta, Gotland      |       | 57.271190, 18.188672 | 10091002000003 | Ladda upp en bild av detta fornminne      |
| Eksta 205:1               | Röse                             |              | Eksta, Gotland      |       | 57.290080, 17.973594 | 10091002050001 | Ladda upp en bild av detta fornminne      |
| Eksta 209:1               | Minnesmärke                      |              | Eksta, Gotland      |       | 57.286927, 17.972276 | 10091002090001 | Ladda upp en bild av detta fornminne      |
| Eksta 210:1               | Stensättning                     |              | Eksta, Gotland      |       | 57.279411, 17.968338 | 10091002100001 | Ladda upp en bild av detta fornminne      |
| Eksta 210:2               | Stensättning                     |              | Eksta, Gotland      |       | 57.279402, 17.967806 | 10091002100002 | Ladda upp en bild av detta fornminne      |
| Eksta 210:3               | Stensättning                     |              | Eksta, Gotland      |       | 57.279362, 17.968057 | 10091002100003 | Ladda upp en bild av detta fornminne      |
| Eksta 211:1               | Stensättning                     |              | Eksta, Gotland      |       | 57.278890, 17.969747 | 10091002110001 | Ladda upp en bild av detta fornminne      |
| Eksta 212:1               | Stensättning                     |              | Eksta, Gotland      |       | 57.283591, 17.956831 | 10091002120001 | Ladda upp en bild av detta fornminne      |
| Eksta 214:1               | Stensättning                     |              | Eksta, Gotland      |       | 57.290453, 17.959659 | 10091002140001 | Ladda upp en till bild av detta fornminne |
| Eksta 218:1               | Fiskeläge                        |              | Eksta, Gotland      |       | 57.288415, 17.971102 | 10091002180001 | Ladda upp en bild av detta fornminne      |
| Eksta 219:1               | Fiskeläge                        |              | Eksta, Gotland      |       | 57.280110, 17.964536 | 10091002190001 | Ladda upp en till bild av detta fornminne |
| Eksta 220:1               | Röse                             |              | Eksta, Gotland      |       | 57.280212, 17.964727 | 10091002200001 | Ladda upp en bild av detta fornminne      |
| Eksta 227:1               | Stensättning                     |              | Eksta, Gotland      |       | 57.304275, 18.232968 | 10091002270001 | Ladda upp en bild av detta fornminne      |
| Eksta 227:2               | Stensättning                     |              | Eksta, Gotland      |       | 57.304319, 18.233121 | 10091002270002 | Ladda upp en bild av detta fornminne      |
| Eksta 237:1               | Stensättning                     |              | Eksta, Gotland      |       | 57.311443, 18.197193 | 10091002370001 | Ladda upp en bild av detta fornminne      |
| Eksta 245:1               | Stensättning                     |              | Eksta, Gotland      |       | 57.286731, 18.163921 | 10091002450001 | Ladda upp en bild av detta fornminne      |
| Eksta 246:1               | Hällristning                     |              | Eksta, Gotland      |       | 57.257759, 18.133293 | 11100000000355 | Ladda upp en bild av detta fornminne      |
| Eksta 247:1               | Hällristning                     |              | Eksta, Gotland      |       | 57.260930, 18.112262 | 11100000000356 | Ladda upp en bild av detta fornminne      |
| Eksta 248:1               | Hällristning                     |              | Eksta, Gotland      |       | 57.259798, 18.114995 | 11100000000357 | Ladda upp en bild av detta fornminne      |
| Eksta 248:2               | Hällristning                     |              | Eksta, Gotland      |       | 57.259569, 18.114844 | 11100000000358 | Ladda upp en bild av detta fornminne      |
| Eksta 249:1               | Hällristning                     |              | Eksta, Gotland      |       | 57.256528, 18.123248 | 11100000000359 | Ladda upp en bild av detta fornminne      |
| Eksta 250:1               | Hällristning                     |              | Eksta, Gotland      |       | 57.252572, 18.143731 | 11100000000360 | Ladda upp en bild av detta fornminne      |
| Eksta 488                 | Stensättning                     |              | Eksta, Gotland      |       | 57.297841, 18.132072 | 12000000061048 | Ladda upp en bild av detta fornminne      |
| Eksta 498                 | Kvarn                            |              | Eksta, Gotland      |       | 57.287058, 18.231865 | 12000000061059 | Ladda upp en bild av detta fornminne      |
| Eksta 502                 | Stensättning                     |              | Eksta, Gotland      |       | 57.305032, 18.165990 | 12000000061064 | Ladda upp en bild av detta fornminne      |
| Eksta 506                 | Gravfält                         |              | Eksta, Gotland      |       | 57.274836, 18.168404 | 12000000061068 | Ladda upp en bild av detta fornminne      |
| Eksta 513                 | Kvarn                            |              | Eksta, Gotland      |       | 57.302594, 18.240315 | 12000000061080 | Ladda upp en bild av detta fornminne      |